# Campeonato Asiático de Atletismo de 2019 - Lançamento de martelo feminino
A prova do lançamento de martelo feminino do Campeonato Asiático de Atletismo de 2019 foi disputada no dia 22 de abril de 2019 no Estádio Internacional Khalifa em Doha, no Catar.

## Recordes
Antes desta competição, os recordes mundiais e do campeonato nesta prova eram os seguintes:
|                       | Nome             | Nacionalidade | Distância | Local    | Data                 |
| --------------------- | ---------------- | ------------- | --------- | -------- | -------------------- |
| Recorde mundial       | Anita Włodarczyk | Polónia       | 82m 98cm  | Varsóvia | 28 de agosto de 2016 |
| Recorde do campeonato | Wang Zheng       | China         | 72m 78cm  | Pune     | 5 de julho de 2013   |
| Recorde asiático      | Wang Zheng       | China         | 77m 68cm  | Chengdu  | 24 de março de 2014  |

Os seguintes recordes foram estabelecidos durante esta competição:
| Data        | Evento | Atleta     | Nacionalidade | Distância | Notas                 |
| ----------- | ------ | ---------- | ------------- | --------- | --------------------- |
| 22 de abril | Final  | Wang Zheng | China         | 75m 66cm  | Recorde do campeonato |

## Medalhistas
| Ouro             | Prata        | Bronze               |
| Wang Zheng (CHN) | Luo Na (CHN) | Akane Watanabe (JPN) |

## Cronograma
Todos os horários são locais (UTC+3)
| Data        | Hora  | Evento |
| ----------- | ----- | ------ |
| 22 de abril | 19:15 | Final  |

## Resultado final
| Posição           | Atleta           | Nacionalidade | #1    | #2    | #3    | #4    | #5    | #6    | Resultado | Notas                |
| ----------------- | ---------------- | ------------- | ----- | ----- | ----- | ----- | ----- | ----- | --------- | -------------------- |
| Medalha de ouro   | Wang Zheng       | China         | 71.22 | 72.08 | x     | 73.47 | 73.79 | 75.66 | 75.66     | ,                    |
| Medalha de prata  | Luo Na           | China         | 69.08 | x     | 70.83 | 72.23 | x     | x     | 72.23     |                      |
| Medalha de bronze | Akane Watanabe   | Japão         | 63.54 | 62.39 | 62.63 | 62.50 | x     | x     | 63.54     |                      |
| 4                 | Park Seo-jin     | Coreia do Sul | 61.86 | x     | 60.93 | 55.25 | 55.44 | x     | 61.86     | Recorde pessoal      |
| 5                 | Hitomi Katsuyama | Japão         | 57.56 | 58.69 | x     | 54.65 | 59.70 | 57.91 | 59.70     |                      |
| 6                 | Panwat Gimsrang  | Tailândia     | 54.85 | 53.40 | 55.04 | x     | x     | x     | 55.04     | Recorde da temporada |

Legenda
| Recorde mundial       | Recorde mundial (World record)               |                       | Recorde africano                      | Recorde africano (African) |                                           | Q | Classificado por posição (Qualified) |
| Recorde do campeonato | Recorde do campeonato (Championship record)  | Recorde da América    | Recorde da América (Americas)         | q                          | Classificado por melhor tempo (Qualified) |   |                                      |
| Melhor marca do ano   | Melhor marca do ano (World leading)          | Recorde asiático      | Recorde asiático (Asian)              | DNS                        | Não largou (Did not start)                |   |                                      |
| Recorde nacional      | Recorde nacional (National record)           | Recorde europeu       | Recorde europeu (European)            | DNF                        | Não terminou (Did not finish)             |   |                                      |
| Recorde pessoal       | Recorde pessoal do atleta (Personal best)    | Recorde da Oceania    | Recorde da Oceania (Oceania)          | DSQ / DQ                   | Desclassificado (Disqualified)            |   |                                      |
| Recorde da temporada  | Recorde da temporada do atleta (Season best) | Recorde sul-americano | Recorde sul-americano (South America) | NM                         | Sem marca (No mark)                       |   |                                      |